# Irving Fisher
Irving Fisher (27 de fevereiro de 1867 – 29 de abril de 1947) foi um economista americano, e um dos primeiros economistas neoclássicos, apesar de seu último trabalho sobre deflação da dívida ser muitas vezes considerado como pertence da escola pós-keynesiana.
Fisher realizou importantes contribuições à teoria da utilidade e sua obra sobre a teoria quantitativa da moeda inaugurou a escola do pensamento econômico conhecida como "monetarismo". Milton Friedman chamou Fisher de "o maior economista que os Estados Unidos já produziram". Alguns conceitos homenageados a Fisher incluem a equação de Fisher, a hipótese de Fisher, o efeito internacional de Fisher e o teorema de separação de Fisher.

## Biografia

### Início da idade adulta
Fisher nasceu em Saugerties, Nova Iorque, Estados Unidos. Seu pai era um professor e um ministro congregacional, que levou seu filho a acreditar que ele deveria ser um membro útil da sociedade. Como uma criança, ele possuía notável habilidade matemática e um talento para a invenção. Uma semana depois de ele ter sido admitido na Universidade Yale, seu pai morreu com 53 anos. Irving passou a sustentar sua mãe, irmão e ele próprio, principalmente através da tutoria. Ele se formou em 1888 e era um membro da Skull and Bones.

### Carreira
A melhor matéria de Fisher era a matemática, mas a economia se encaixava melhor com suas preocupações sociais. Em sua tese de doutorado, combinando ambas as matérias, ele escreveu sobre economia matemática. Irving recebeu o primeiro PhD de Yale, em economia, em 1891. Seus conselheiros eram o físico Willard Gibbs e o economista William Graham Sumner. Fisher não percebeu, no início, que já havia uma literatura europeia substancial sobre economia matemática. No entanto, sua tese deixou uma contribuição que os acadêmicos europeus tais como Francis Ysidro Edgeworth reconheceram como de primeira linha. Para ilustrar e complementar os argumentos em sua tese, Fisher construiu uma máquina de bombas e alavancas. Apesar de seus livros e artigos sobre tópicos econômicos exibirem um grau incomum de sofisticação matemática para a época, Fisher sempre desejou trazer sua análise à vida e apresentar suas teorias com a maior lucidez possível. Após se formar em Yale, Fisher estudou em Berlim e Paris. De 1890 em seguida, ele estava em Yale como um tutor, tornando-se um professor de economia política em 1898 e professor emérito em 1935.
Fisher editou o Yale Review de 1896 a 1910 e era ativo em muitas sociedades científicas, institutos e organizações de bem-estar social. Ele foi um pioneiro da econometria em seu desenvolvimento histórico. Entre seus interesses especiais estavam a temperança, eugenia, saúde pública e paz mundial. Ele ganhou um prêmio da Sociedade Médica de Nova Iorque pela invençao de uma tenda para o tratamento de vítimas da tuberculose. Ele apoiou intensamente a proibição na década de 1920.

### Teoria
Tobin (1985) argumenta que os avanços intelectuais que marcam a revolução neoclássica na análise econômica ocorreram na Europa por volta de 1870. As duas décadas seguintes testemunharam animados debates nos quais a nova teoria foi mais ou menos absorvida na tradição clássica que a precedeu e provocou.
A pesquisa de Fisher na teoria básica não tocou os grandes assuntos sociais da época. A economia monetária, por outro lado, tocou, e isto tornou-se o foco principal da obra de Fisher. Appreciation and interest de Fisher era uma análise abstrata do comportamento das taxas de juros quando o nível de preço está mudando. Ele enfatizava a distinção entre as taxas reais e monetárias de juros que eram fundamentais para a análise moderna da inflação. Apesar de Fisher acreditar que os investidores e poupadores em geral eram aflingidos em vários graus pela "ilusão do dinheiro", eles não conseguiam ver o dinheiro passar para os bens que ele poderia comprar. Em um mundo ideal, as mudanças no nível de preços não teriam efeito na produção e no emprego. Já no mundo real, com a ilusão monetária, a inflação (e a deflação) são prejudiciais.

### Final da vida
Fisher era um escritor prolífico, escrevendo peças jornalísticas bem como livros técnicos e artigos, abordando os problemas da Primeira Guerra Mundial, a próspera década de 1920 e a depressão dos anos 1930. Ele morreu na cidade de Nova Iorque em 1947, com a idade de 80 anos.

## Teorias econômicas

### Dinheiro e o nível de preços
A teoria de Fisher sobre o nível de preços era a seguinte variante da teoria quantitativa da moeda. Considera-se M=estoque de moeda, P=nível de preços, T=volume de transações realizadas com dinheiro, e V=a velocidade de circulação do dinheiro. Fisher então propôs que essas variáveis são inter-relacionadas pela equação de troca:
MV=PT.
Economistas posteriores substituíram o T pelo y ou "Q", produto real, quase sempre medido pelo PIB real.
Fisher também foi o primeiro economista a distinguir claramente entre taxas reais e nominais de juros:
{\displaystyle r={\frac {(1+i)}{(1+inflation)}}-1}
onde r é a taxa real de juros, i é a taxa nominal de juros e a inflação é uma medida do aumento no nível de preços. Quando a inflação é suficientemente baixa, a taxa real de juros pode ser aproximada como a taxa nominal de juros menos a taxa de inflação esperada. A equação resultante é conhecida como a equação de Fisher, em sua homenagem.
Por mais de quarenta anos, Fisher elaborou sua visão da prejudicial "dança do dólar" e montou esquemas para "estabilizar" a moeda, ou seja, estabilizar o nível de preços. Ele foi um dos primeiros a tratar de dados macroeconômicos, incluindo o estoque de moeda, taxas de juros e nível de preços, com uma análise estatística. Na década de 1920, ele introduziu a técnica mais tarde conhecida como distributed lags. Em 1973, o Journal of Political Economy reimprimiu seu artigo de 1926 sobre a relação estatística entre desemprego e inflação, reentitulando-o como "Eu descobri a curva de Phillips" (I discovered the Phillips curve). Os números-índices exerceram um papel importante em sua teoria monetária, e seu livro The Making of Index Numbers permanece influente mesmo nos dias de hoje.

### A teoria dos juros e do capital

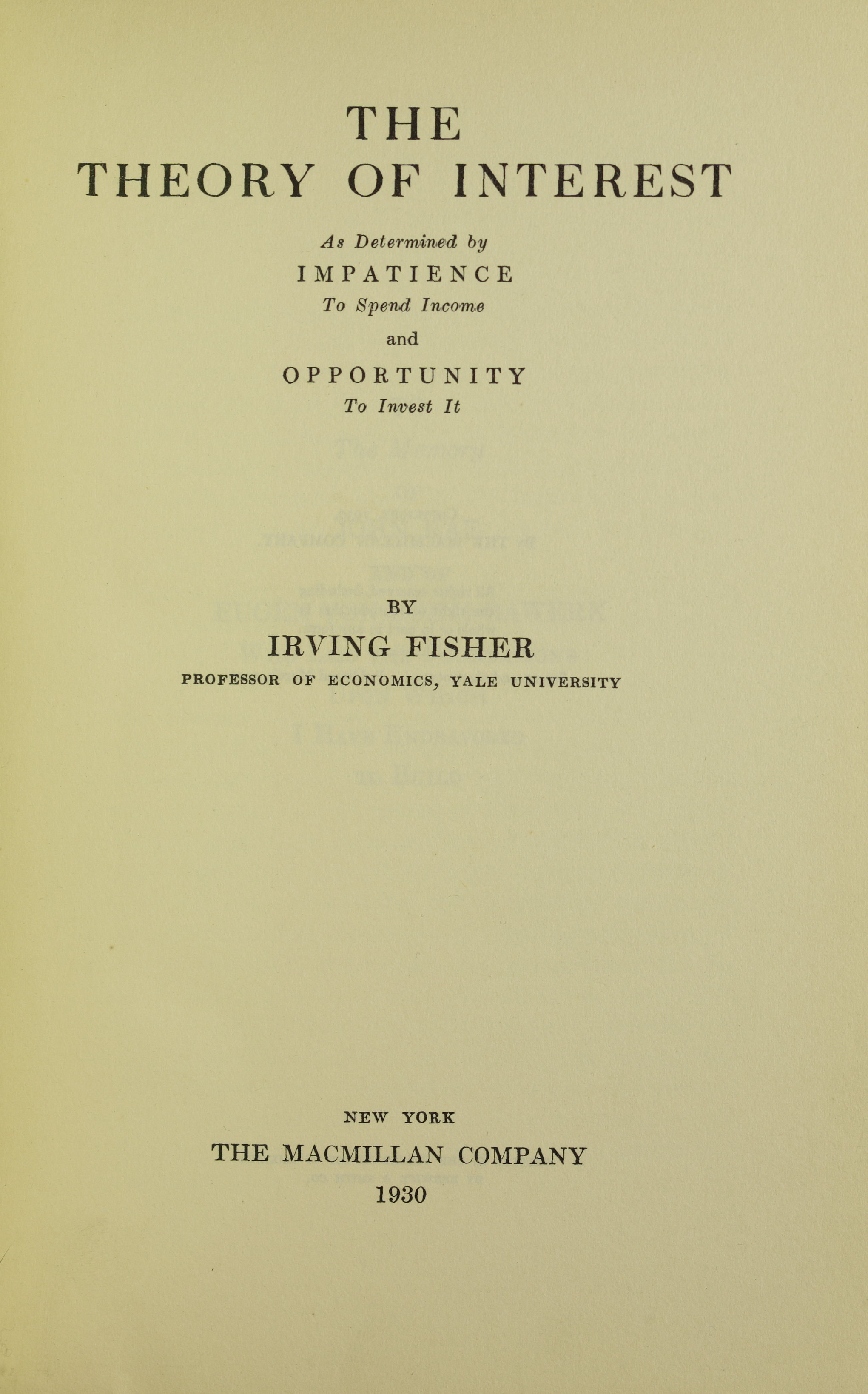
Theory of interest as determined by impatience to spend income and opportunity to invest it, 1930

Apesar da maior parte da energia de Fisher ter ido para as causas sociais e empreendimentos, e a melhor parte de seu esforço científico ter sido devotado para a economia monetária, ele é mais lembrado pela economia neoclássica por sua teoria do juros e do capital, estudos de um mundo ideal do qual o mundo real desviava. Seu trabalho intelectual mais duradouro foi sua teoria do capital, investimento e taxa de juro, exposta pela primeira vez em The Nature of Capital and Income (1906) e elaborada em The Rate of Interest (1907). Seu tratado de 1930, The Theory of Interest, organizou a obra de toda sua vida sobre capital, orçamento de capital, mercado de títulos e os determinantes das taxa de juros, incluindo a taxa de inflação.
Fisher acreditava que o valor econômico subjetivo não é apenas uma função de quantidades de bens e serviços possuídos ou trocados mas também do momento no tempo no qual eles são comprados. Um bem disponível agora possui um valor diferente do que o mesmo bem disponível em uma data futura. O valor possui uma dimensão do tempo, além da dimensão da quantidade. O preço relativo dos bens disponíveis em uma data futura, em termos de bens sacrificados hoje, é medido pela taxa de juros. Fisher utilizou livremente os diagramas padrãos usados para ensinar economia na graduação, mas os eixos eram rotulados de "consumo hoje" e "consumo no próximo período", ao invés de, por exemplo, "maçãs" e "laranjas". A teoria resultante, de considerável poder e discernimento, foi exposta com bastantes detalhes em The Theory of Interest.
Esta teoria, generalizada para o caso de K bens e N períodos (incluindo o caso de infinitos períodos) tornou-se uma teoria padrão do capital e dos juros, que é descrita em Gravelle e Rees (2004) e Aliprantis, Brown  & Burkinshaw (1988). Esse avanço teórico foi explicado em Hirshleifer (1958).

### Deflação da dívida
Seguindo a quebra da bolsa de valores de 1929 e a Grande Depressão, Fisher desenvolveu uma teoria da crise econômica chamada de deflação da dívida, que atribuía as crises ao estouro de uma bolha especulativa.
De acordo com a teoria da deflação da dívida, uma sequência de efeitos do estouro da bolha ocorre:
1. Liquidação da dívida e venda por desespero.
2. Contração da oferta monetária pois os empréstimos bancários são pagos.
3. Uma queda no nível dos preços dos ativos.
4. Uma queda ainda maior no patrimônio líquido das empresas, precipitando falências.
5. Uma queda nos lucros.
6. Uma redução no produto, no comércio e no emprego.
7. Pessimismo e perda de confiança.
8. Acumulação de dinheiro.
9. Uma queda nas taxas de juros nominais e um aumento da taxa de juros ajustada pela deflação.

## Quebra da bolsa de 1929
A Terça-Feira Negra (29 de outubro de 1929) e a posterior Grande Depressão custaram a Fisher grande parte de sua riqueza pessoal e reputação acadêmica. Ele era conhecido por ter previsto, três dias antes do crash, que "os preços das ações alcançaram o que parece ser um patamar permanentemente alto". Fisher dissera, em 21 de outubro, que o mercado estava "apenas balançando para fora a horda de lunáticos" e continuou explicando por que sentia que os preços ainda não haviam alcançado seu valor real e deveriam subir ainda mais. Em 23 de outubro, ele havia anunciado, em uma reunião de banqueiros, que "os valores dos títulos na maioria dos casos não estavam inflacionados". Nos meses seguintes à quebra da Bolsa de Nova York, ele continuou a assegurar aos investidores que uma recuperação estava prestes a acontecer. Uma vez que a Grande Depressão estava em pleno curso, alertou que a drástica deflação era a causa das insolvências em cascata, assolando a economia dos Estados Unidos, pois a deflação havia aumentado o valor real das dívidas fixadas em dólares. Fisher estava tão desacreditado por seus pronunciamentos de 1929 e pelo fracasso de uma firma que havia iniciado, que poucas pessoas tiveram notícia da sua análise da "dívida-deflação" na depressão. As pessoas, em vez disso, voltaram-se ansiosamente para as ideias de Keynes. O cenário da dívida-deflação de Fisher somente passou a receber atenção a partir da década de 1980.

## Tributação construtiva da renda
Lawrence Lokken, professor de direito da University of Miami School credita o livro de 1942 de Fisher pelo conceito por trás da Unlimited Savings Accumulation Tax, uma reforma introduzida no Senado dos Estados Unidos em 1995 pelo Senador Pete Domenici, Senador Sam Nunn, e Senador Bob Kerrey. O conceito era de que o "gasto desnecessário" pode ser tributado pelos impostos na renda menos todos os investimentos e poupanças líquidas, e menos um subsídio para as compras essenciais, assim tornando os fundos disponíveis para investimento.

## Ideias pessoais
Em 1898, ele descobriu ter tuberculose, a doença que matou seu pai. Após três anos em sanatórios, Fisher retornou ao trabalho como um ativista da saúde. Ele defendeu o vegetarianismo escrevendo How to Live: Rules for Healthful Living Based on Modern Science, um campeão de vendas nos Estados Unidos.
Fisher também foi um forte crente pela teoria da "sepse focal" do físico Henry Cotton, que acreditava que os transtornos mentais era atribuídos a materiais infecciosos que residiam nas raízes dos dentes, reentrâncias dos intestinos, e outros lugares no corpo humano, no qual a remoção cirúrgica desse material infeccioso curaria a desordem mental do paciente. Quando sua filha Margaret Fisher foi diagnosticada com esquizofrenia, ela teve inúmeras seções de seu intestino e seu cólon removidos no hospital do Dr. Cotton, que posteriormente acabou falecendo.
Fisher também foi um defensor fervoroso da proibição do álcool nos Estados Unidos, e escreveu três livros pequenos argumentando que a proibição justificava-se por razões de saúde pública e higiene, bem como de produtividade e eficiência econômica, e deveria portanto ser rigorosamente aplicada pelo governo dos Estados Unidos.

## Publicações selecionadas
- 1892. Mathematical Investigations in the Theory of Value and Prices.[12] Role até os links do capítulo links.
- 1896. Appreciation and Interest. Link.
- 1906. The Nature of Capital and Income.[13] Role até os links do capítulo links.
- 1907. The Rate of Interest.[13] Extracts Arquivado em 2017-12-15 no Wayback Machine do Prefácio e Apêndice ao cap. VII.
- 1910, 1914. Introduction to Economic Science. Section links.
- 1911a,[14] 1922, 2nd ed. The Purchasing Power of Money: Its Determination and Relation to Credit, Interest, and Crises. Role até os links do capítulo links from Library of Economics and Liberty (LE&L). Full text da edição de 1920 online via FRASER
- 1911b, 1913. Elementary Principles of Economics. Role até os links do capítulo links.
- 1915. How to Live: Rules for Healthful Living Based on Modern Science (com Eugene Lyon Fisk). Link.
- 1918, "Is 'Utility' the Most Suitable Term for the Concept It is Used to Denote?" American Economic Review, pp. 335–37]. Reimpressão.
- 1921a.  "Dollar Stabilization," Encyclopædia Britannica 12th ed.. XXX, pp. 852–853. links de páginas de LE&L.
- 1921b, The Best Form of Index Number, American Statistical Association Quarterly. 17(133), pp. pp. 533–537.
- 1922. The Making of Index Numbers: A Study of Their Varieties, Tests, and Reliability.[15] Role até os links do capítulo links,
- 1923, "The Business Cycle Largely a 'Dance of the Dollar'," Journal of the American Statistical Association, 18, pp. 1024–28. Link.
- 1926, "A Statistical Relation between Unemployment and Price Changes," International Labour Review, 13(6), p pp. 785–92. Reimpresso em 1973, "I Discovered the Phillips Curve: A Statistical Relation between Unemployment and Price Changes'," Journal of Political Economy, 81(2, Part 1), p pp. 496–502.
- 1927, "A Statistical Method for Measuring 'Marginal Utility' and Testing the Justice of a Progressive Income Tax" Em Economic Essays Contributed in Honor of John Bates Clark.
- 1928, The Money Illusion, New York: Adelphi Company. Role até os links do capítulo links.
- 1930a. The Stock Market Crash and After.
- 1930b. The Theory of Interest.[16] Chapter I. Arquivado em 2017-12-15 no Wayback Machine Capítulo links, cada um numerado por parágrafo via LE&L.
- 1932. Booms and Depressions: Some First Principles. full text online via FRASER.
- Fisher, Irving (1933a). «The debt-deflation theory of great depressions». Econometrica. 1 (4): 337–357. JSTOR 1907327. doi:10.2307/1907327 – via FRASER
- 1933b. Stamp Scrip. texto completo online
- 1935. 100% Money. texto completo online
- 1942. "Constructive Income Taxation: A Proposal for Reform." Nova York: Harper & Brothers.
- 1996. The Works of Irving Fisher. ed. por William J. Barber et al. 14 volumes Londres: Pickering & Chatto.

### Outros
- Fisher, Irving Norton, 1961. A Bibliography of the Writings of Irving Fisher (1961). Compilado pelo filho de Fisher.